# Historia del uniforme del Atlético Morelia
Los clubes de colores se generan a partir de la bandera de la ciudad que son de color amarillo y rojo, que son los mismos colores de la bandera española, ya que la ciudad es una ciudad novo-hispana. En los inicios del club, se fue bajo el nombre de Oro y se ha conocido siempre por el mote de "Canarios" , debido a los 3 Reyes que se encuentran en la bandera de la ciudad, que se ha utilizado desde su fundación.

### Local
| 1950-51 | 1951-64 | 1964-79 | 1979-82 | 1982-85 | 1985-89 | 1989-92 | 1992-93 | 1993-94 | 1994-95 | 1995-96 |

| 1996-97 | 1997-98 | 1998-99 | 1999-00 | 2000-01 | 2001-02 | 2002-03 | 2003-04 | 2004-05 | 2005-06 | 2006-07 |

| 2007-08 | 2008-09 | 2009-10 | 2010-11 | 2011-12 | 2012 | 2013 | 2013-14 | 2014-15 | 2015-16 | 2016-17 |

| 2017-18 | 2018-19 | 2019-20 | 2020-21 | 2021-22 | 2022-23 | 2023-24 | 2024-25 |

### Visitante
| 1985-89 | 1989-92 | 1992-93 | 1993-95 | 1996-97 | 1997-98 | 2000-01 | 2001-02 | 2002-03 | 2003-04 |

| 2004-05 | 2005-06 | 2006-07 | 2007-08 | 2008-09 | 2009-10 | 2010-11 | 2011-12 | 2012 | 2013 |

| 2013-14 | 2014-15 | 2015-16 | 2016-17 | 2017-18 | 2018-19 | 2019-20 | 2020-21 | 2021-22 | 2022-23 |

| 2023-24 | 2024-25 |

### Alternativa
| 2007-08 | 2009-10 | 2010-11 | 2011-12 | 2013-14 | 2014-15 | 2015-16 | 2016-17 | 2017-18 | 2018-19 |

| 2019-20 | 2020-21 | 2021-22 | 2022-23 | 2023-24 | 2024-25 |

### Especiales
| Conmemorativo 2015-16 | Cáncer de Mama 2016-17 | Cáncer de Mama 2017-18 | Cáncer de Mama 2018-19 | Cáncer de Mama 2021-22 | Día de Muertos 2024-25 |

### Porteros
| 2000-01 | 2001-02 | 2003-04 | 2002-03 | 2003-04 | 2004-05 | 2005-06 | 2006-07 | 2007-08 | 2008-09 | 2009-10 |

| 2010-11 | 2011-12 | 2012-13 | 2013-14 | 2014-15 | 2015-16 | 2016-17 | 2017-18 | 2018-19 | 2019-20 | 2020-21 |

| 2021-22 | 2022-23 | 2023-24 | 2024-25 |

## Proveedores y patrocinadores
A continuación se enumeran en orden cronológico el fabricante de las indumentarias y los patrocinadores del club:
| Período   | Proveedor | Patrocinador Principal        |
| --------- | --------- | ----------------------------- |
| 1986-1989 | Adidas    | Martí                         |
| 1990-91   | Adidas    | Helados Holanda               |
| 1991-92   | Eder      | Ninguno                       |
| 1992-1994 | Vicmar    | Peñafiel                      |
| 1994-95   | ABA Sport | Coca-Cola                     |
| 1995-1996 | Vicmar    | Cerveza Superior              |
| 1996-1997 | Umbro     | Coca-Cola                     |
| 1997-1998 | Atletica  | Coca-Cola                     |
| 1998-2000 | Atletica  | 3 Hermanos                    |
| 2000-2001 | Atletica  | Orderexpress                  |
| 2001-2009 | Atletica  | LG                            |
| 2009-2012 | Atletica  | Roshfrans                     |
| 2012-2013 | Nike      | Bridgestone                   |
| 2013-2015 | Joma      | Bridgestone                   |
| 2015      | Pirma     | Total Play                    |
| 2016      | Pirma     | Simcity , Caliente.mx , Surat |
| 2016-2020 | Pirma     | Caliente.mx                   |
| 2020-2021 | Keuka     | Akron , Avocados from Mexico  |
| 2022-2023 | Keuka     | Akron , Axen Capital          |
| 2024-     | Keuka     | Akron , ArcelorMittal         |

### Otros patrocinadores
- Caliente.mx
- Caja Morelia Valladolid
- Michoacán Construye
- Puruándiro
- Morelia brilla
- Calidra
- Cemex Tolteca Extra
- Comex
- KFC
- Pizza Hut
- Starbucks
- Gas del Lago
- Pinturas Perdura
- Harinera Monarca
- Autovías
- Servi-Med
- Torres Automotriz
- Electrolit
- Cosmocel
- Agromich
- GNU Gas Natural
- Teqball México
- Telecable
- Abarrotes La Violeta
- Salsa Huichol
- MásChurro
- Red Cola
- Spor Hakem
- Biocup
- Soccer Supplement
- El Pollo Choncho
- D'co Morelia
- Innova Ice
- Mediotiempo.com

- Datos: Q26186122